# Агатангел Папагригориадис
Агатангел (на гръцки: Αγαθάγγελος, Агатангелос) е гръцки духовник, воденски (1870 - 1875) и струмишки митрополит (1875 - 1887) на Вселенската патриаршия.

## Биография
Роден е в 1805 година със светското име Папагригориадис (Παπαγρηγοριάδης) в голямото влашко село в Олимп Ливади или в Галатища на Халкидика. В 1835 година е ръкоположен за дякон от патриарх Григорий VI Константинополски.
Служи като дякон при владиката Антим Поленински в Кукуш, където се представя като българофил. В 1840 година в светогорския манастир Кутлумуш се запознава с митрополит Мелетий III Воденски. В 1845 година митрополит Мелетий го назначава за проповедник, а през 1848 година за протосингел на Воденската митрополия.
От 1854 до 1870 година е петренски епископ в родното си Ливади. На 15 януари 1862 година се мести в Цариград поради лошо здраве. Агатангел е сред едно от трите имена, които Кукушката българска община предлага на Патриаршията за владика вместо мразения Мелетий Византийски. Кузман Шапкарев пише:
| „ | Избраний за трети кандидат Агатангел, който тога бил Петърски (Петрас) епископ, 15 години дяконувал при бивший кукушкий владика Антима и една-две години ученичествувал при Д. Миладинова на първото му в Кукуш учителствувание, следователно и приятел на последния станал, та затова и бил предложен за кандидат. Справедливо е да се не забравя, че той същий Агатангел още на онова време, т.е. преди 1845 г. и преди да се появи негде в Македония въпрос за въвеждание българский язик в оние места, където дотога служил гръцкий, този Агатангел, казвам, още тога предложил на кукушаните да доведат български учител и от своя страна предложил да им помогне за тая цел с по 1500 гроша годишно, за да доведат българский учител Йордана х. Константинов от Велес; а как на последне време като струмнички владика станал е толко върл гонител на българизма, то не може да се обясни инак, освен че трябва принуден от висшето си началство така да постъпя. | “ |

По-късно в разгара на униатския проблем в Кукуш, Агатангел е изпратен като екзарх на солунския митрополит в града, но не влиза в Кукуш, където са екзархът на Патриаршията Иларион Макариополски и католическият мисионер Йожен Боре, а се установява в Дойран и обикаля епархията.
На 2 април 1870 година заменя митрополит Никодим в една от най-проблемните македонски епархии - Воденската. Във Воден Агатангел се сблъсква с новооснованата Воденска българска община. Първоначално се опитва да постигне компромис, като обещава богослужение в трите воденски църкви и на български срещу непреминаване на населението под върховенството на Българската екзархия, но предложението е отхвърлено от българската партия. С подкрепата на османските власти Агатангел се опитва да отстрани ръководителя на общината Павел Божигробски - и през февруари 1871 година архимандрит Павел е принуден да напусне града. В 1872 година в града се създава антибългарският силогос „Еге“. На българите е забранено да ползват общинското православно гробище, а църквата „Свети Врач“ („Свети Безсребърници“) на няколко пъти минава ту в български, ту в гъркомански ръце, но накрая остава българска.
На 18 декември 1875 година Агатангел поема Струмишката епархия. И тук се изявява, като гонител на българщината. Той преследва българските учители и анатемосва всички, които пращат децата си в български училища. През 1883 година отнема от местното българско население Полошкия монастир при град Кавадарци. Има заслуги за построяването на струмишкия водопровод, който получава името Владикина вода.
Умира на 11 октомври 1887 година в Струмица.
Част от кореспонденцията на митрополит Агатангел с патриарха и други лица е публикувана под заглавието „Сборник кореспонденция на Агатангел Воденски. Борбата на Агатангел срещу българщината (1870 – 1871)“.